# SPB Software
SPB Software — российская компания, разработчик приложений и игр для мобильных устройств и смартфонов под различные платформы, в том числе Windows Mobile, Symbian, iOS, Blackberry OS и другие.
Компания основана в 1999 году, офисы были расположены в России, Азии, Южной Америке и США. Главный офис находился в Санкт-Петербурге.. В 2011 году поглощена технологической компанией Яндекс.

## Приложения
Одним из самых известных приложений, созданным компанией, является SPB Mobile Shell — программа-оболочка для операционной системы. Программа SPB Mobile Shell неоднократно побеждала в различных конкурсах, посвященных мобильным приложениям. В 2009 году программа была признана лучшим приложением года для ОС Windows Mobile и лучшим приложением для персонализации.
Также компания выпустила несколько десятков коммуникационных, системных, мультимедийных и деловых приложений для индивидуальных пользователей мобильных устройств. Выделенное подразделение компании занимается разработкой мобильных игр.
Программы, разработанные компанией, неоднократно побеждали в различных конкурсах программного обеспечения, проводимых как продавцами, так и разработчиками ОС.
Сама компания не раз удостаивалась престижных званий, в том числе и неоднократного «Лучший производитель программного обеспечения года»[уточнить].
Более 65 новых моделей мобильных телефонов вышли укомплектованными предустановленными программами разработки компании, заявляется о 10 млн лицензий на предустановленные программы.
Также компания взаимодествовала с операторами сотовой связи, обеспечивая клиентское программное обеспечение для дополнительных видов обслуживания операторов O2, Singtel, «Скай Линк», Swisscom, «Вымпелком» и МТС

## Поглощение «Яндексом»
28 ноября 2011 года российская IT-компания «Яндекс» сообщила о приобретении компании SPB Software.
После продажи компании "Яндексу" SPB Software прекратила поддержку выпущенных приложений, что привело к сбоям программ на обновленных версиях операционных систем.